# Bao Jian
Bao Jian ist ein chinesischer Guanspieler.
Bao ist Absolvent des Zentralen Musikkonservatoriums von Peking. Er wurde bekannt als Interpret sowohl der klassischen chinesischen Musik und der chinesischen Volksmusik als auch von Werken zeitgenössischer Komponisten. Er spielte mit dem Saxophonisten Kenneth  Radnofsky die Uraufführung von Lei Liangs Extend beim Spring Music Festival des New England Conservatory of Music und mit dem Phoenix Symphony Orchestra die amerikanische Erstaufführung von Xu Zhenmins Mooring at night by the Maple Bridge, gab Recitals auf drei Kontinenten und trat beim Festival of Asian Art in Hongkong und beim Festival der Kulturen in Berlin auf. 1995 erhielt er den Ersten Preis bei der International Chinese Ethnic Instrumental Competition in Peking und 1998 den Preis von Pro Musicis International. Er ist künstlerischer Direktor der Chinese Performing Arts of North America.

## Quelle
- Mata Festival 2011 – Bao Jian

| Personendaten    | Personendaten            |
| ---------------- | ------------------------ |
| NAME             | Bao, Jian                |
| KURZBESCHREIBUNG | chinesischer Guanspieler |
| GEBURTSDATUM     | 20. Jahrhundert          |